# Wilhelm Dittenberger

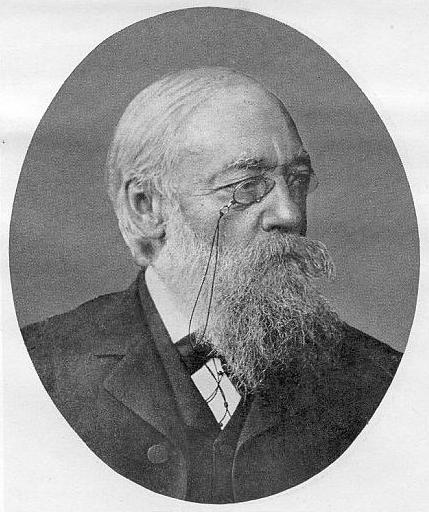
Wilhelm Dittenberger

Wilhelm Dittenberger (Heidelberg, 31 augustus 1840 - Halle (Saale), 29 december 1906) was een Duits classicus en epigraficus.
Na zijn studies klassieke filosofie in Jena en Göttingen van 1859 tot 1863, die hij met een promotie afsloot, ging Dittenberger les geven. Hij was vanaf 1864 leraar aan het Joachimsthalschen gymnasium in Berlijn, vanaf 1867 aan het gymnasium in Rudolstadt en van 1873 tot 1874 aan het gymnasium in Quedlinburg. In 1874 werd hij professor klassieke filologie aan de Martin-Luther-Universität Halle-Wittenberg. Hij was lid van de Preußische Akademie der Wissenschaften.
Het zwaarpunt van Dittenbergers onderzoek lag in het gebied van de Griekse epigrafie. Zijn naam is vooral verbonden met de bloemlezingen Sylloge inscriptionum Graecarum (later herwerkt door Friedrich Hiller von Gaertringen) en Orientis Graeci inscriptiones selectae. Voor de Inscriptiones Graecae (tegenhanger van Corpus Inscriptionum Latinarum) gaf Dittenberger de inscripties uit van Attica in de Romeinse tijd, van Megaris en Boeotië alsook van Phokis, Lokris, Aetolië, Acarnanië en de Ionische eilanden.